# Volta a Cataluña 2019
La 99.ª edición de la competición ciclista Volta a Cataluña fue una carrera de ciclismo en ruta por etapas que se celebró entre el 25 y el 31 de marzo de 2019 en Cataluña con inicio en la ciudad de Calella y final en la ciudad de Barcelona sobre un recorrido de 1160 kilómetros.
La carrera hizo parte del UCI WorldTour 2019, calendario ciclístico de máximo nivel mundial, siendo la novena carrera de dicho circuito. El vencedor final fue el colombiano Miguel Ángel López del Astana seguido del británico Adam Yates del Mitchelton-Scott y el también colombiano Egan Bernal del Sky.

## Equipos participantes
Tomaron parte en la carrera 25 equipos: 18 de categoría UCI WorldTeam; y 7 de categoría Profesional Continental. Formando así un pelotón de 175 ciclistas de los que acabaron 100. Los equipos participantes fueron:
| WorldTeams (18)- AG2R La Mondiale - Groupama-FDJ - Movistar Team - Lotto Soudal - Deceuninck-Quick Step - Sky - Bora-hansgrohe - Mitchelton-Scott - Astana - Bahrain-Merida - Team Sunweb - Team Jumbo-Visma - UAE Team Emirates - Trek-Segafredo - EF Education First - Katusha-Alpecin - Dimension Data - CCC Team Equipos continentales profesionales (7)- Caja Rural-Seguros RGA - Cofidis, Solutions Crédits - Euskadi Basque Country-Murias - Roompot-Charles - Arkéa-Samsic - Wanty-Groupe Gobert - Burgos-BH |
| |

## Recorrido
La Volta a Cataluña dispuso de siete etapas dividido en dos etapas llanas, tres de media montaña, y dos etapas de montaña, para un recorrido total de 1160 kilómetros.
| Etapa     | Fecha     | Recorrido                           | type                   | Distancia (km) | Ganador               | Líder              |
| --------- | --------- | ----------------------------------- | ---------------------- | -------------- | --------------------- | ------------------ |
| 1.ª etapa | 25 de mar | Calella – Calella                   | etapa de media montaña | 164            | Thomas de Gendt       | Thomas de Gendt    |
| 2.ª etapa | 26 de mar | Mataró – San Feliu de Guíxols       | etapa escarpada        | 166,7          | Michael Matthews      | Thomas de Gendt    |
| 3.ª etapa | 27 de mar | San Feliu de Guíxols – Vallter 2000 | etapa de montaña       | 179            | Adam Yates            | Thomas de Gendt    |
| 4.ª etapa | 28 de mar | Llanás – La Molina                  | etapa de montaña       | 150,3          | Miguel Ángel López    | Miguel Ángel López |
| 5.ª etapa | 29 de mar | Puigcerdá – San Cugat del Vallés    | etapa escarpada        | 188,1          | Maximilian Schachmann | Miguel Ángel López |
| 6.ª etapa | 30 de mar | Valls – Vilaseca                    | etapa de media montaña | 169,1          | Michael Matthews      | Miguel Ángel López |
| 7.ª etapa | 31 de mar | Barcelona – Barcelona               | etapa de media montaña | 143,1          | Davide Formolo        | Miguel Ángel López |

## Desarrollo de la carrera

### 1.ª etapa
| Calella - Calella | etapa de media montaña | (164 km) |

| \| Clasificación de la etapa \| Clasificación de la etapa \| Clasificación de la etapa \| Clasificación de la etapa \| Clasificación de la etapa \| \| Ciclista \| Ciclista \| Equipo \| Tiempo \| \| \| ------------------------- \| ------------------------- \| ----------------------------- \| ------------------------- \| ------------------------- \| \| 1.º \| Thomas de Gendt \| Lotto-Soudal \| 4 h 14 min 32 s \| \| \| 2.º \| Maximilian Schachmann \| Bora-Hansgrohe \| + 2 min 38 s \| \| \| 3.º \| Grega Bole \| Bahrain-Merida \| + 2 min 42 s \| \| \| 4.º \| Michael Matthews \| Team Sunweb \| + 2 min 42 s \| \| \| 5.º \| Mikel Aristi \| Euskadi Basque Country-Murias \| + 2 min 42 s \| \| \| 6.º \| André Greipel \| Arkéa-Samsic \| + 2 min 42 s \| \| \| 7.º \| Daryl Impey \| Mitchelton-Scott \| + 2 min 42 s \| \| \| 8.º \| Egan Bernal \| Team Sky \| + 2 min 42 s \| \| \| 9.º \| Nick van der Lijke \| Roompot-Charles \| + 2 min 42 s \| \| \| 10.º \| Patrick Bevin \| CCC Team \| + 2 min 42 s \| \| |                       |                               |                 |
| |                       |                               |                 |
| Fuente: ProCyclingStats |                       |                               |                 |
| Clasificación de la etapa |                       |                               |                 |
| Ciclista | Ciclista              | Equipo                        | Tiempo          |
| 1.º | Thomas de Gendt       | Lotto-Soudal                  | 4 h 14 min 32 s |
| 2.º | Maximilian Schachmann | Bora-Hansgrohe                | + 2 min 38 s    |
| 3.º | Grega Bole            | Bahrain-Merida                | + 2 min 42 s    |
| 4.º | Michael Matthews      | Team Sunweb                   | + 2 min 42 s    |
| 5.º | Mikel Aristi          | Euskadi Basque Country-Murias | + 2 min 42 s    |
| 6.º | André Greipel         | Arkéa-Samsic                  | + 2 min 42 s    |
| 7.º | Daryl Impey           | Mitchelton-Scott              | + 2 min 42 s    |
| 8.º | Egan Bernal           | Team Sky                      | + 2 min 42 s    |
| 9.º | Nick van der Lijke    | Roompot-Charles               | + 2 min 42 s    |
| 10.º | Patrick Bevin         | CCC Team                      | + 2 min 42 s    |

| \| Clasificación general \| Clasificación general \| Clasificación general \| Clasificación general \| Clasificación general \| \| Ciclista \| Ciclista \| Equipo \| Tiempo \| \| \| --------------------- \| --------------------- \| ----------------------------- \| --------------------- \| --------------------- \| \| 1.º \| Thomas de Gendt \| Lotto-Soudal \| 4 h 14 min 16 s \| \| \| 2.º \| Maximilian Schachmann \| Bora-Hansgrohe \| + 2 min 48 s \| \| \| 3.º \| Grega Bole \| Bahrain-Merida \| + 2 min 54 s \| \| \| 4.º \| Alejandro Valverde \| Movistar Team \| + 2 min 56 s \| \| \| 5.º \| Egan Bernal \| Team Sky \| + 2 min 57 s \| \| \| 6.º \| Luis Ángel Maté \| Cofidis, Solutions Crédits \| + 2 min 57 s \| \| \| 7.º \| Michael Matthews \| Team Sunweb \| + 2 min 58 s \| \| \| 8.º \| Mikel Aristi \| Euskadi Basque Country-Murias \| + 2 min 58 s \| \| \| 9.º \| André Greipel \| Arkéa-Samsic \| + 2 min 58 s \| \| \| 10.º \| Daryl Impey \| Mitchelton-Scott \| + 2 min 58 s \| \| |                       |                               |                 |
| |                       |                               |                 |
| Fuente: ProCyclingStats |                       |                               |                 |
| Clasificación general |                       |                               |                 |
| Ciclista | Ciclista              | Equipo                        | Tiempo          |
| 1.º | Thomas de Gendt       | Lotto-Soudal                  | 4 h 14 min 16 s |
| 2.º | Maximilian Schachmann | Bora-Hansgrohe                | + 2 min 48 s    |
| 3.º | Grega Bole            | Bahrain-Merida                | + 2 min 54 s    |
| 4.º | Alejandro Valverde    | Movistar Team                 | + 2 min 56 s    |
| 5.º | Egan Bernal           | Team Sky                      | + 2 min 57 s    |
| 6.º | Luis Ángel Maté       | Cofidis, Solutions Crédits    | + 2 min 57 s    |
| 7.º | Michael Matthews      | Team Sunweb                   | + 2 min 58 s    |
| 8.º | Mikel Aristi          | Euskadi Basque Country-Murias | + 2 min 58 s    |
| 9.º | André Greipel         | Arkéa-Samsic                  | + 2 min 58 s    |
| 10.º | Daryl Impey           | Mitchelton-Scott              | + 2 min 58 s    |

### 2.ª etapa
| Mataró - San Feliu de Guíxols | etapa escarpada | (166,7 km) |

| \| Clasificación de la etapa \| Clasificación de la etapa \| Clasificación de la etapa \| Clasificación de la etapa \| Clasificación de la etapa \| \| Ciclista \| Ciclista \| Equipo \| Tiempo \| \| \| ------------------------- \| ------------------------- \| ------------------------- \| ------------------------- \| ------------------------- \| \| 1.º \| Michael Matthews \| Team Sunweb \| 4 h 09 min 34 s \| \| \| 2.º \| Alejandro Valverde \| Movistar Team \| + 0 s \| \| \| 3.º \| Daryl Impey \| Mitchelton-Scott \| + 0 s \| \| \| 4.º \| Maximilian Schachmann \| Bora-Hansgrohe \| + 0 s \| \| \| 5.º \| Odd Christian Eiking \| Wanty-Gobert \| + 0 s \| \| \| 6.º \| James Knox \| Deceuninck-Quick Step \| + 0 s \| \| \| 7.º \| Patrick Bevin \| CCC Team \| + 0 s \| \| \| 8.º \| Enrico Gasparotto \| Dimension Data \| + 0 s \| \| \| 9.º \| Davide Formolo \| Bora-Hansgrohe \| + 0 s \| \| \| 10.º \| Daniel Martin \| UAE Team Emirates \| + 0 s \| \| |                       |                       |                 |
| |                       |                       |                 |
| Fuente: ProCyclingStats |                       |                       |                 |
| Clasificación de la etapa |                       |                       |                 |
| Ciclista | Ciclista              | Equipo                | Tiempo          |
| 1.º | Michael Matthews      | Team Sunweb           | 4 h 09 min 34 s |
| 2.º | Alejandro Valverde    | Movistar Team         | + 0 s           |
| 3.º | Daryl Impey           | Mitchelton-Scott      | + 0 s           |
| 4.º | Maximilian Schachmann | Bora-Hansgrohe        | + 0 s           |
| 5.º | Odd Christian Eiking  | Wanty-Gobert          | + 0 s           |
| 6.º | James Knox            | Deceuninck-Quick Step | + 0 s           |
| 7.º | Patrick Bevin         | CCC Team              | + 0 s           |
| 8.º | Enrico Gasparotto     | Dimension Data        | + 0 s           |
| 9.º | Davide Formolo        | Bora-Hansgrohe        | + 0 s           |
| 10.º | Daniel Martin         | UAE Team Emirates     | + 0 s           |

| \| Clasificación general \| Clasificación general \| Clasificación general \| Clasificación general \| Clasificación general \| \| Ciclista \| Ciclista \| Equipo \| Tiempo \| \| \| --------------------- \| --------------------- \| -------------------------- \| --------------------- \| --------------------- \| \| 1.º \| Thomas de Gendt \| Lotto-Soudal \| 8 h 23 min 50 s \| \| \| 2.º \| Alejandro Valverde \| Movistar Team \| + 2 min 47 s \| \| \| 3.º \| Michael Matthews \| Team Sunweb \| + 2 min 48 s \| \| \| 4.º \| Maximilian Schachmann \| Bora-Hansgrohe \| + 2 min 48 s \| \| \| 5.º \| Daryl Impey \| Mitchelton-Scott \| + 2 min 54 s \| \| \| 6.º \| Nairo Quintana \| Movistar Team \| + 2 min 56 s \| \| \| 7.º \| Egan Bernal \| Team Sky \| + 2 min 57 s \| \| \| 8.º \| Steven Kruijswijk \| Team Jumbo-Visma \| + 2 min 57 s \| \| \| 9.º \| Luis Ángel Maté \| Cofidis, Solutions Crédits \| + 2 min 57 s \| \| \| 10.º \| Patrick Bevin \| CCC Team \| + 2 min 58 s \| \| |                       |                            |                 |
| |                       |                            |                 |
| Fuente: ProCyclingStats |                       |                            |                 |
| Clasificación general |                       |                            |                 |
| Ciclista | Ciclista              | Equipo                     | Tiempo          |
| 1.º | Thomas de Gendt       | Lotto-Soudal               | 8 h 23 min 50 s |
| 2.º | Alejandro Valverde    | Movistar Team              | + 2 min 47 s    |
| 3.º | Michael Matthews      | Team Sunweb                | + 2 min 48 s    |
| 4.º | Maximilian Schachmann | Bora-Hansgrohe             | + 2 min 48 s    |
| 5.º | Daryl Impey           | Mitchelton-Scott           | + 2 min 54 s    |
| 6.º | Nairo Quintana        | Movistar Team              | + 2 min 56 s    |
| 7.º | Egan Bernal           | Team Sky                   | + 2 min 57 s    |
| 8.º | Steven Kruijswijk     | Team Jumbo-Visma           | + 2 min 57 s    |
| 9.º | Luis Ángel Maté       | Cofidis, Solutions Crédits | + 2 min 57 s    |
| 10.º | Patrick Bevin         | CCC Team                   | + 2 min 58 s    |

### 3.ª etapa
| San Feliu de Guíxols - Vallter 2000 | etapa de montaña | (179 km) |

| \| Clasificación de la etapa \| Clasificación de la etapa \| Clasificación de la etapa \| Clasificación de la etapa \| Clasificación de la etapa \| \| Ciclista \| Ciclista \| Equipo \| Tiempo \| \| \| ------------------------- \| ------------------------- \| ------------------------- \| ------------------------- \| ------------------------- \| \| 1.º \| Adam Yates \| Mitchelton-Scott \| 5 h 02 min 18 s \| \| \| 2.º \| Egan Bernal \| Team Sky \| + 0 s \| \| \| 3.º \| Daniel Martin \| UAE Team Emirates \| + 0 s \| \| \| 4.º \| Nairo Quintana \| Movistar Team \| + 0 s \| \| \| 5.º \| Miguel Ángel López \| Astana \| + 2 s \| \| \| 6.º \| Steven Kruijswijk \| Team Jumbo-Visma \| + 30 s \| \| \| 7.º \| Ilnur Zakarin \| Katusha-Alpecin \| + 46 s \| \| \| 8.º \| Richard Carapaz \| Movistar Team \| + 46 s \| \| \| 9.º \| Wilco Kelderman \| Team Sunweb \| + 51 s \| \| \| 10.º \| Michael Woods \| EF Education First \| + 53 s \| \| |                    |                    |                 |
| |                    |                    |                 |
| Fuente: ProCyclingStats |                    |                    |                 |
| Clasificación de la etapa |                    |                    |                 |
| Ciclista | Ciclista           | Equipo             | Tiempo          |
| 1.º | Adam Yates         | Mitchelton-Scott   | 5 h 02 min 18 s |
| 2.º | Egan Bernal        | Team Sky           | + 0 s           |
| 3.º | Daniel Martin      | UAE Team Emirates  | + 0 s           |
| 4.º | Nairo Quintana     | Movistar Team      | + 0 s           |
| 5.º | Miguel Ángel López | Astana             | + 2 s           |
| 6.º | Steven Kruijswijk  | Team Jumbo-Visma   | + 30 s          |
| 7.º | Ilnur Zakarin      | Katusha-Alpecin    | + 46 s          |
| 8.º | Richard Carapaz    | Movistar Team      | + 46 s          |
| 9.º | Wilco Kelderman    | Team Sunweb        | + 51 s          |
| 10.º | Michael Woods      | EF Education First | + 53 s          |

| \| Clasificación general \| Clasificación general \| Clasificación general \| Clasificación general \| Clasificación general \| \| Ciclista \| Ciclista \| Equipo \| Tiempo \| \| \| --------------------- \| --------------------- \| --------------------- \| --------------------- \| --------------------- \| \| 1.º \| Thomas de Gendt \| Lotto-Soudal \| 13 h 28 min 29 s \| \| \| 2.º \| Adam Yates \| Mitchelton-Scott \| + 27 s \| \| \| 3.º \| Egan Bernal \| Team Sky \| + 30 s \| \| \| 4.º \| Daniel Martin \| UAE Team Emirates \| + 33 s \| \| \| 5.º \| Nairo Quintana \| Movistar Team \| + 35 s \| \| \| 6.º \| Miguel Ángel López \| Astana \| + 39 s \| \| \| 7.º \| Steven Kruijswijk \| Team Jumbo-Visma \| + 1 min 06 s \| \| \| 8.º \| Ilnur Zakarin \| Katusha-Alpecin \| + 1 min 23 s \| \| \| 9.º \| Richard Carapaz \| Movistar Team \| + 1 min 23 s \| \| \| 10.º \| Wilco Kelderman \| Team Sunweb \| + 1 min 28 s \| \| |                    |                   |                  |
| |                    |                   |                  |
| Fuente: ProCyclingStats |                    |                   |                  |
| Clasificación general |                    |                   |                  |
| Ciclista | Ciclista           | Equipo            | Tiempo           |
| 1.º | Thomas de Gendt    | Lotto-Soudal      | 13 h 28 min 29 s |
| 2.º | Adam Yates         | Mitchelton-Scott  | + 27 s           |
| 3.º | Egan Bernal        | Team Sky          | + 30 s           |
| 4.º | Daniel Martin      | UAE Team Emirates | + 33 s           |
| 5.º | Nairo Quintana     | Movistar Team     | + 35 s           |
| 6.º | Miguel Ángel López | Astana            | + 39 s           |
| 7.º | Steven Kruijswijk  | Team Jumbo-Visma  | + 1 min 06 s     |
| 8.º | Ilnur Zakarin      | Katusha-Alpecin   | + 1 min 23 s     |
| 9.º | Richard Carapaz    | Movistar Team     | + 1 min 23 s     |
| 10.º | Wilco Kelderman    | Team Sunweb       | + 1 min 28 s     |

### 4.ª etapa
| Llanás - La Molina | etapa de montaña | (150,3 km) |

| \| Clasificación de la etapa \| Clasificación de la etapa \| Clasificación de la etapa \| Clasificación de la etapa \| Clasificación de la etapa \| \| Ciclista \| Ciclista \| Equipo \| Tiempo \| \| \| ------------------------- \| ------------------------- \| ------------------------- \| ------------------------- \| ------------------------- \| \| 1.º \| Miguel Ángel López \| Astana \| 4 h 02 min 07 s \| \| \| 2.º \| Gregor Mühlberger \| Bora-Hansgrohe \| + 16 s \| \| \| 3.º \| Marc Soler \| Movistar Team \| + 16 s \| \| \| 4.º \| Egan Bernal \| Team Sky \| + 16 s \| \| \| 5.º \| Adam Yates \| Mitchelton-Scott \| + 16 s \| \| \| 6.º \| Nairo Quintana \| Movistar Team \| + 19 s \| \| \| 7.º \| Steven Kruijswijk \| Team Jumbo-Visma \| + 19 s \| \| \| 8.º \| Guillaume Martin \| Wanty-Gobert \| + 32 s \| \| \| 9.º \| Michael Woods \| EF Education First \| + 34 s \| \| \| 10.º \| Rafał Majka \| Bora-Hansgrohe \| + 42 s \| \| |                    |                    |                 |
| |                    |                    |                 |
| Fuente: ProCyclingStats |                    |                    |                 |
| Clasificación de la etapa |                    |                    |                 |
| Ciclista | Ciclista           | Equipo             | Tiempo          |
| 1.º | Miguel Ángel López | Astana             | 4 h 02 min 07 s |
| 2.º | Gregor Mühlberger  | Bora-Hansgrohe     | + 16 s          |
| 3.º | Marc Soler         | Movistar Team      | + 16 s          |
| 4.º | Egan Bernal        | Team Sky           | + 16 s          |
| 5.º | Adam Yates         | Mitchelton-Scott   | + 16 s          |
| 6.º | Nairo Quintana     | Movistar Team      | + 19 s          |
| 7.º | Steven Kruijswijk  | Team Jumbo-Visma   | + 19 s          |
| 8.º | Guillaume Martin   | Wanty-Gobert       | + 32 s          |
| 9.º | Michael Woods      | EF Education First | + 34 s          |
| 10.º | Rafał Majka        | Bora-Hansgrohe     | + 42 s          |

| \| Clasificación general \| Clasificación general \| Clasificación general \| Clasificación general \| Clasificación general \| \| Ciclista \| Ciclista \| Equipo \| Tiempo \| \| \| --------------------- \| --------------------- \| --------------------- \| --------------------- \| --------------------- \| \| 1.º \| Miguel Ángel López \| Astana \| 17 h 31 min 05 s \| \| \| 2.º \| Adam Yates \| Mitchelton-Scott \| + 14 s \| \| \| 3.º \| Egan Bernal \| Team Sky \| + 17 s \| \| \| 4.º \| Nairo Quintana \| Movistar Team \| + 25 s \| \| \| 5.º \| Daniel Martin \| UAE Team Emirates \| + 46 s \| \| \| 6.º \| Steven Kruijswijk \| Team Jumbo-Visma \| + 56 s \| \| \| 7.º \| Michael Woods \| EF Education First \| + 1 min 42 s \| \| \| 8.º \| Romain Bardet \| AG2R La Mondiale \| + 1 min 44 s \| \| \| 9.º \| Rafał Majka \| Bora-Hansgrohe \| + 2 min 27 s \| \| \| 10.º \| Marc Soler \| Movistar Team \| + 2 min 36 s \| \| |                    |                    |                  |
| |                    |                    |                  |
| Fuente: ProCyclingStats |                    |                    |                  |
| Clasificación general |                    |                    |                  |
| Ciclista | Ciclista           | Equipo             | Tiempo           |
| 1.º | Miguel Ángel López | Astana             | 17 h 31 min 05 s |
| 2.º | Adam Yates         | Mitchelton-Scott   | + 14 s           |
| 3.º | Egan Bernal        | Team Sky           | + 17 s           |
| 4.º | Nairo Quintana     | Movistar Team      | + 25 s           |
| 5.º | Daniel Martin      | UAE Team Emirates  | + 46 s           |
| 6.º | Steven Kruijswijk  | Team Jumbo-Visma   | + 56 s           |
| 7.º | Michael Woods      | EF Education First | + 1 min 42 s     |
| 8.º | Romain Bardet      | AG2R La Mondiale   | + 1 min 44 s     |
| 9.º | Rafał Majka        | Bora-Hansgrohe     | + 2 min 27 s     |
| 10.º | Marc Soler         | Movistar Team      | + 2 min 36 s     |

### 5.ª etapa
| Puigcerdá - San Cugat del Vallés | etapa escarpada | (188,1 km) |

| \| Clasificación de la etapa \| Clasificación de la etapa \| Clasificación de la etapa \| Clasificación de la etapa \| Clasificación de la etapa \| \| Ciclista \| Ciclista \| Equipo \| Tiempo \| \| \| ------------------------- \| ------------------------- \| ------------------------- \| ------------------------- \| ------------------------- \| \| 1.º \| Maximilian Schachmann \| Bora-Hansgrohe \| 4 h 25 min 45 s \| \| \| 2.º \| Michael Matthews \| Team Sunweb \| + 13 s \| \| \| 3.º \| Ryan Gibbons \| Dimension Data \| + 13 s \| \| \| 4.º \| Daryl Impey \| Mitchelton-Scott \| + 13 s \| \| \| 5.º \| Patrick Bevin \| CCC Team \| + 13 s \| \| \| 6.º \| Phil Bauhaus \| Bahrain-Merida \| + 13 s \| \| \| 7.º \| Jay McCarthy \| Bora-Hansgrohe \| + 13 s \| \| \| 8.º \| Nairo Quintana \| Movistar Team \| + 13 s \| \| \| 9.º \| Bjorg Lambrecht \| Lotto-Soudal \| + 13 s \| \| \| 10.º \| Miguel Ángel López \| Astana \| + 13 s \| \| |                       |                  |                 |
| |                       |                  |                 |
| Fuente: ProCyclingStats |                       |                  |                 |
| Clasificación de la etapa |                       |                  |                 |
| Ciclista | Ciclista              | Equipo           | Tiempo          |
| 1.º | Maximilian Schachmann | Bora-Hansgrohe   | 4 h 25 min 45 s |
| 2.º | Michael Matthews      | Team Sunweb      | + 13 s          |
| 3.º | Ryan Gibbons          | Dimension Data   | + 13 s          |
| 4.º | Daryl Impey           | Mitchelton-Scott | + 13 s          |
| 5.º | Patrick Bevin         | CCC Team         | + 13 s          |
| 6.º | Phil Bauhaus          | Bahrain-Merida   | + 13 s          |
| 7.º | Jay McCarthy          | Bora-Hansgrohe   | + 13 s          |
| 8.º | Nairo Quintana        | Movistar Team    | + 13 s          |
| 9.º | Bjorg Lambrecht       | Lotto-Soudal     | + 13 s          |
| 10.º | Miguel Ángel López    | Astana           | + 13 s          |

| \| Clasificación general \| Clasificación general \| Clasificación general \| Clasificación general \| Clasificación general \| \| Ciclista \| Ciclista \| Equipo \| Tiempo \| \| \| --------------------- \| --------------------- \| --------------------- \| --------------------- \| --------------------- \| \| 1.º \| Miguel Ángel López \| Astana \| 21 h 57 min 05 s \| \| \| 2.º \| Adam Yates \| Mitchelton-Scott \| + 14 s \| \| \| 3.º \| Egan Bernal \| Team Sky \| + 17 s \| \| \| 4.º \| Nairo Quintana \| Movistar Team \| + 25 s \| \| \| 5.º \| Daniel Martin \| UAE Team Emirates \| + 46 s \| \| \| 6.º \| Steven Kruijswijk \| Team Jumbo-Visma \| + 56 s \| \| \| 7.º \| Michael Woods \| EF Education First \| + 1 min 42 s \| \| \| 8.º \| Romain Bardet \| AG2R La Mondiale \| + 1 min 44 s \| \| \| 9.º \| Rafał Majka \| Bora-Hansgrohe \| + 2 min 27 s \| \| \| 10.º \| Marc Soler \| Movistar Team \| + 2 min 36 s \| \| |                    |                    |                  |
| |                    |                    |                  |
| Fuente: ProCyclingStats |                    |                    |                  |
| Clasificación general |                    |                    |                  |
| Ciclista | Ciclista           | Equipo             | Tiempo           |
| 1.º | Miguel Ángel López | Astana             | 21 h 57 min 05 s |
| 2.º | Adam Yates         | Mitchelton-Scott   | + 14 s           |
| 3.º | Egan Bernal        | Team Sky           | + 17 s           |
| 4.º | Nairo Quintana     | Movistar Team      | + 25 s           |
| 5.º | Daniel Martin      | UAE Team Emirates  | + 46 s           |
| 6.º | Steven Kruijswijk  | Team Jumbo-Visma   | + 56 s           |
| 7.º | Michael Woods      | EF Education First | + 1 min 42 s     |
| 8.º | Romain Bardet      | AG2R La Mondiale   | + 1 min 44 s     |
| 9.º | Rafał Majka        | Bora-Hansgrohe     | + 2 min 27 s     |
| 10.º | Marc Soler         | Movistar Team      | + 2 min 36 s     |

### 6.ª etapa
| Valls - Vilaseca | etapa de media montaña | (169,1 km) |

| \| Clasificación de la etapa \| Clasificación de la etapa \| Clasificación de la etapa \| Clasificación de la etapa \| Clasificación de la etapa \| \| Ciclista \| Ciclista \| Equipo \| Tiempo \| \| \| ------------------------- \| ------------------------- \| ----------------------------- \| ------------------------- \| ------------------------- \| \| 1.º \| Michael Matthews \| Team Sunweb \| 3 h 56 min 36 s \| \| \| 2.º \| Phil Bauhaus \| Bahrain-Merida \| + 0 s \| \| \| 3.º \| Daryl Impey \| Mitchelton-Scott \| + 0 s \| \| \| 4.º \| Patrick Bevin \| CCC Team \| + 0 s \| \| \| 5.º \| Mikel Aristi \| Euskadi Basque Country-Murias \| + 0 s \| \| \| 6.º \| Hugo Hofstetter \| Cofidis, Solutions Crédits \| + 0 s \| \| \| 7.º \| Ryan Gibbons \| Dimension Data \| + 0 s \| \| \| 8.º \| Miguel Ángel López \| Astana \| + 0 s \| \| \| 9.º \| Rafał Majka \| Bora-Hansgrohe \| + 0 s \| \| \| 10.º \| Enric Mas \| Deceuninck-Quick Step \| + 0 s \| \| |                    |                               |                 |
| |                    |                               |                 |
| Fuente: ProCyclingStats |                    |                               |                 |
| Clasificación de la etapa |                    |                               |                 |
| Ciclista | Ciclista           | Equipo                        | Tiempo          |
| 1.º | Michael Matthews   | Team Sunweb                   | 3 h 56 min 36 s |
| 2.º | Phil Bauhaus       | Bahrain-Merida                | + 0 s           |
| 3.º | Daryl Impey        | Mitchelton-Scott              | + 0 s           |
| 4.º | Patrick Bevin      | CCC Team                      | + 0 s           |
| 5.º | Mikel Aristi       | Euskadi Basque Country-Murias | + 0 s           |
| 6.º | Hugo Hofstetter    | Cofidis, Solutions Crédits    | + 0 s           |
| 7.º | Ryan Gibbons       | Dimension Data                | + 0 s           |
| 8.º | Miguel Ángel López | Astana                        | + 0 s           |
| 9.º | Rafał Majka        | Bora-Hansgrohe                | + 0 s           |
| 10.º | Enric Mas          | Deceuninck-Quick Step         | + 0 s           |

| \| Clasificación general \| Clasificación general \| Clasificación general \| Clasificación general \| Clasificación general \| \| Ciclista \| Ciclista \| Equipo \| Tiempo \| \| \| --------------------- \| --------------------- \| --------------------- \| --------------------- \| --------------------- \| \| 1.º \| Miguel Ángel López \| Astana \| 25 h 53 min 41 s \| \| \| 2.º \| Adam Yates \| Mitchelton-Scott \| + 14 s \| \| \| 3.º \| Egan Bernal \| Team Sky \| + 17 s \| \| \| 4.º \| Nairo Quintana \| Movistar Team \| + 25 s \| \| \| 5.º \| Daniel Martin \| UAE Team Emirates \| + 46 s \| \| \| 6.º \| Steven Kruijswijk \| Team Jumbo-Visma \| + 56 s \| \| \| 7.º \| Michael Woods \| EF Education First \| + 1 min 42 s \| \| \| 8.º \| Romain Bardet \| AG2R La Mondiale \| + 1 min 44 s \| \| \| 9.º \| Rafał Majka \| Bora-Hansgrohe \| + 2 min 27 s \| \| \| 10.º \| Marc Soler \| Movistar Team \| + 2 min 36 s \| \| |                    |                    |                  |
| |                    |                    |                  |
| Fuente: ProCyclingStats |                    |                    |                  |
| Clasificación general |                    |                    |                  |
| Ciclista | Ciclista           | Equipo             | Tiempo           |
| 1.º | Miguel Ángel López | Astana             | 25 h 53 min 41 s |
| 2.º | Adam Yates         | Mitchelton-Scott   | + 14 s           |
| 3.º | Egan Bernal        | Team Sky           | + 17 s           |
| 4.º | Nairo Quintana     | Movistar Team      | + 25 s           |
| 5.º | Daniel Martin      | UAE Team Emirates  | + 46 s           |
| 6.º | Steven Kruijswijk  | Team Jumbo-Visma   | + 56 s           |
| 7.º | Michael Woods      | EF Education First | + 1 min 42 s     |
| 8.º | Romain Bardet      | AG2R La Mondiale   | + 1 min 44 s     |
| 9.º | Rafał Majka        | Bora-Hansgrohe     | + 2 min 27 s     |
| 10.º | Marc Soler         | Movistar Team      | + 2 min 36 s     |

### 7.ª etapa
| Barcelona - Barcelona | etapa de media montaña | (143,1 km) |

| \| Clasificación de la etapa \| Clasificación de la etapa \| Clasificación de la etapa \| Clasificación de la etapa \| Clasificación de la etapa \| \| Ciclista \| Ciclista \| Equipo \| Tiempo \| \| \| ------------------------- \| ------------------------- \| ------------------------- \| ------------------------- \| ------------------------- \| \| 1.º \| Davide Formolo \| Bora-Hansgrohe \| 3 h 19 min 41 s \| \| \| 2.º \| Enric Mas \| Deceuninck-Quick Step \| + 51 s \| \| \| 3.º \| Maximilian Schachmann \| Bora-Hansgrohe \| + 53 s \| \| \| 4.º \| Dion Smith \| Mitchelton-Scott \| + 55 s \| \| \| 5.º \| Alejandro Valverde \| Movistar Team \| + 55 s \| \| \| 6.º \| Egan Bernal \| Team Sky \| + 55 s \| \| \| 7.º \| Adam Yates \| Mitchelton-Scott \| + 55 s \| \| \| 8.º \| Nairo Quintana \| Movistar Team \| + 55 s \| \| \| 9.º \| Steven Kruijswijk \| Team Jumbo-Visma \| + 55 s \| \| \| 10.º \| Michael Woods \| EF Education First \| + 55 s \| \| |                       |                       |                 |
| |                       |                       |                 |
| Fuente: ProCyclingStats |                       |                       |                 |
| Clasificación de la etapa |                       |                       |                 |
| Ciclista | Ciclista              | Equipo                | Tiempo          |
| 1.º | Davide Formolo        | Bora-Hansgrohe        | 3 h 19 min 41 s |
| 2.º | Enric Mas             | Deceuninck-Quick Step | + 51 s          |
| 3.º | Maximilian Schachmann | Bora-Hansgrohe        | + 53 s          |
| 4.º | Dion Smith            | Mitchelton-Scott      | + 55 s          |
| 5.º | Alejandro Valverde    | Movistar Team         | + 55 s          |
| 6.º | Egan Bernal           | Team Sky              | + 55 s          |
| 7.º | Adam Yates            | Mitchelton-Scott      | + 55 s          |
| 8.º | Nairo Quintana        | Movistar Team         | + 55 s          |
| 9.º | Steven Kruijswijk     | Team Jumbo-Visma      | + 55 s          |
| 10.º | Michael Woods         | EF Education First    | + 55 s          |

## Clasificaciones finales
- Las clasificaciones finalizaron de la siguiente forma:[4]

### Clasificación general
| \| Clasificación general \| Clasificación general \| Clasificación general \| Clasificación general \| Clasificación general \| \| Ciclista \| Ciclista \| Equipo \| Tiempo \| \| \| --------------------- \| --------------------- \| --------------------- \| --------------------- \| --------------------- \| \| 1.º \| Miguel Ángel López \| Astana \| 29 h 14 min 17 s \| \| \| 2.º \| Adam Yates \| Mitchelton-Scott \| + 14 s \| \| \| 3.º \| Egan Bernal \| Team Sky \| + 17 s \| \| \| 4.º \| Nairo Quintana \| Movistar Team \| + 25 s \| \| \| 5.º \| Steven Kruijswijk \| Team Jumbo-Visma \| + 56 s \| \| \| 6.º \| Michael Woods \| EF Education First \| + 1 min 42 s \| \| \| 7.º \| Rafał Majka \| Bora-Hansgrohe \| + 2 min 27 s \| \| \| 8.º \| Guillaume Martin \| Wanty-Gobert \| + 2 min 41 s \| \| \| 9.º \| Enric Mas \| Deceuninck-Quick Step \| + 2 min 49 s \| \| \| 10.º \| Alejandro Valverde \| Movistar Team \| + 3 min 02 s \| \| |                    |                       |                  |
| |                    |                       |                  |
| Fuente: ProCyclingStats |                    |                       |                  |
| Clasificación general |                    |                       |                  |
| Ciclista | Ciclista           | Equipo                | Tiempo           |
| 1.º | Miguel Ángel López | Astana                | 29 h 14 min 17 s |
| 2.º | Adam Yates         | Mitchelton-Scott      | + 14 s           |
| 3.º | Egan Bernal        | Team Sky              | + 17 s           |
| 4.º | Nairo Quintana     | Movistar Team         | + 25 s           |
| 5.º | Steven Kruijswijk  | Team Jumbo-Visma      | + 56 s           |
| 6.º | Michael Woods      | EF Education First    | + 1 min 42 s     |
| 7.º | Rafał Majka        | Bora-Hansgrohe        | + 2 min 27 s     |
| 8.º | Guillaume Martin   | Wanty-Gobert          | + 2 min 41 s     |
| 9.º | Enric Mas          | Deceuninck-Quick Step | + 2 min 49 s     |
| 10.º | Alejandro Valverde | Movistar Team         | + 3 min 02 s     |

### Clasificación de la montaña
| Clasificación de la montaña | Clasificación de la montaña | Clasificación de la montaña | Clasificación de la montaña | Clasificación de la montaña |
| Ciclista                    | Ciclista                    | Equipo                      | Puntos                      |                             |
| --------------------------- | --------------------------- | --------------------------- | --------------------------- | --------------------------- |
| 1.º                         | Thomas de Gendt             | Lotto-Soudal                | 60 pts                      |                             |
| 2.º                         | Carlos Verona               | Movistar Team               | 41 pts                      |                             |
| 3.º                         | Gregor Mühlberger           | Bora-Hansgrohe              | 40 pts                      |                             |
| 4.º                         | Adam Yates                  | Mitchelton-Scott            | 34 pts                      |                             |
| 5.º                         | Egan Bernal                 | Team Sky                    | 25 pts                      |                             |
| 6.º                         | Luis Ángel Maté             | Cofidis, Solutions Crédits  | 24 pts                      |                             |
| 7.º                         | Pieter Weening              | Roompot-Charles             | 24 pts                      |                             |
| 8.º                         | Miguel Ángel López          | Astana                      | 22 pts                      |                             |
| 9.º                         | Patrick Bevin               | CCC Team                    | 21 pts                      |                             |
| 10.º                        | Davide Formolo              | Bora-Hansgrohe              | 18 pts                      |                             |

### Clasificación de los sprints (metas volantes)
| Clasificación de las metas volantes | Clasificación de las metas volantes | Clasificación de las metas volantes | Clasificación de las metas volantes | Clasificación de las metas volantes |
| Ciclista                            | Ciclista                            | Equipo                              | Puntos                              |                                     |
| ----------------------------------- | ----------------------------------- | ----------------------------------- | ----------------------------------- | ----------------------------------- |
| 1.º                                 | Michael Matthews                    | Team Sunweb                         | 29 pts                              |                                     |
| 2.º                                 | Maximilian Schachmann               | Bora-Hansgrohe                      | 28 pts                              |                                     |
| 3.º                                 | Thomas de Gendt                     | Lotto-Soudal                        | 16 pts                              |                                     |
| 4.º                                 | Davide Formolo                      | Bora-Hansgrohe                      | 13 pts                              |                                     |
| 5.º                                 | Alejandro Valverde                  | Movistar Team                       | 11 pts                              |                                     |
| 6.º                                 | Miguel Ángel López                  | Astana                              | 10 pts                              |                                     |
| 7.º                                 | Adam Yates                          | Mitchelton-Scott                    | 10 pts                              |                                     |
| 8.º                                 | Gregor Mühlberger                   | Bora-Hansgrohe                      | 8 pts                               |                                     |
| 9.º                                 | Daryl Impey                         | Mitchelton-Scott                    | 8 pts                               |                                     |
| 10.º                                | Egan Bernal                         | Team Sky                            | 7 pts                               |                                     |

### Clasificación de los jóvenes
| Clasificación del mejor joven | Clasificación del mejor joven | Clasificación del mejor joven | Clasificación del mejor joven | Clasificación del mejor joven |
| Ciclista                      | Ciclista                      | Equipo                        | Tiempo                        |                               |
| ----------------------------- | ----------------------------- | ----------------------------- | ----------------------------- | ----------------------------- |
| 1.º                           | Miguel Ángel López            | Astana                        | 29 h 14 min 17 s              |                               |
| 2.º                           | Egan Bernal                   | Team Sky                      | + 17 s                        |                               |
| 3.º                           | Enric Mas                     | Deceuninck-Quick Step         | + 2 min 49 s                  |                               |
| 4.º                           | Maximilian Schachmann         | Bora-Hansgrohe                | + 3 min 15 s                  |                               |
| 5.º                           | Odd Christian Eiking          | Wanty-Gobert                  | + 7 min 07 s                  |                               |
| 6.º                           | James Knox                    | Deceuninck-Quick Step         | + 13 min 55 s                 |                               |
| 7.º                           | Merhawi Kudus                 | Astana                        | + 15 min 57 s                 |                               |
| 8.º                           | Giulio Ciccone                | Trek-Segafredo                | + 17 min 20 s                 |                               |
| 9.º                           | Pavel Sivakov                 | Team Sky                      | + 18 min 19 s                 |                               |
| 10.º                          | Gregor Mühlberger             | Bora-Hansgrohe                | + 24 min 58 s                 |                               |

### Clasificación por equipos
| Clasificación por equipos | Clasificación por equipos     | Clasificación por equipos | Clasificación por equipos |
| Equipo                    | Equipo                        | Tiempo                    |                           |
| ------------------------- | ----------------------------- | ------------------------- | ------------------------- |
| 1.º                       | Movistar Team                 | 87 h 49 min 11 s          |                           |
| 2.º                       | Bora-hansgrohe                | + 5 min 13 s              |                           |
| 3.º                       | Astana                        | + 10 min 12 s             |                           |
| 4.º                       | Wanty-Groupe Gobert           | + 16 min 39 s             |                           |
| 5.º                       | Mitchelton-Scott              | + 16 min 42 s             |                           |
| 6.º                       | EF Education First            | + 23 min 07 s             |                           |
| 7.º                       | Sky                           | + 30 min 12 s             |                           |
| 8.º                       | Euskadi Basque Country-Murias | + 33 min 55 s             |                           |
| 9.º                       | Cofidis, Solutions Crédits    | + 34 min 48 s             |                           |
| 10.º                      | AG2R La Mondiale              | + 35 min 41 s             |                           |

## Evolución de las clasificaciones
| Etapa                   |                         | Ganador _             | Clasificación general | Montaña         | Metas volantes        | Jóvenes               | Equipo        |
| ----------------------- | ----------------------- | --------------------- | --------------------- | --------------- | --------------------- | --------------------- | ------------- |
| 1.ª etapa               | etapa de media montaña  | Thomas de Gendt       | Thomas de Gendt       | Thomas de Gendt | Thomas de Gendt       | Maximilian Schachmann | Lotto Soudal  |
| 2.ª etapa               | etapa escarpada         | Michael Matthews      | Thomas de Gendt       | Thomas de Gendt | Thomas de Gendt       | Maximilian Schachmann | Lotto Soudal  |
| 3.ª etapa               | etapa de montaña        | Adam Yates            | Thomas de Gendt       | Thomas de Gendt | Thomas de Gendt       | Egan Bernal           | Movistar Team |
| 4.ª etapa               | etapa de montaña        | Miguel Ángel López    | Miguel Ángel López    | Thomas de Gendt | Thomas de Gendt       | Miguel Ángel López    | Movistar Team |
| 5.ª etapa               | etapa escarpada         | Maximilian Schachmann | Miguel Ángel López    | Thomas de Gendt | Maximilian Schachmann | Miguel Ángel López    | Movistar Team |
| 6.ª etapa               | etapa de media montaña  | Michael Matthews      | Miguel Ángel López    | Thomas de Gendt | Michael Matthews      | Miguel Ángel López    | Movistar Team |
| 7.ª etapa               | etapa de media montaña  | Davide Formolo        | Miguel Ángel López    | Thomas de Gendt | Michael Matthews      | Miguel Ángel López    | Movistar Team |
| Clasificaciones finales | Clasificaciones finales |                       | Miguel Ángel López    | Thomas de Gendt | Michael Matthews      | Miguel Ángel López    | Movistar Team |

## Ciclistas participantes y posiciones finales
Convenciones:
- AB-N: Abandono en la etapa "N"
- FLT-N: Retiro por llegada fuera del límite de tiempo en la etapa "N"
- NTS-N: No tomó la salida para la etapa "N"
- DES-N: Descalificado o expulsado en la etapa "N"

## UCI World Ranking
La Volta a Cataluña otorgó puntos para el UCI World Ranking para corredores de los equipos en las categorías UCI WorldTeam, Profesional Continental y Equipos Continentales. Las siguientes tablas son el baremo de puntuación y los 10 corredores que obtuvieron más puntos:
| Posición              | 1.º | 2.º | 3.º | 4.º | 5.º | 6.º | 7.º | 8.º | 9.º | 10.º | 11.º | 12.º | 13.º | 14.º | 15.º | 16.º-20.º | 21.º-30.º | 31.º-50.º | 51.º-55.º | 56.º-60.º |
| Clasificación general | 400 | 320 | 260 | 220 | 180 | 140 | 120 | 100 | 80  | 68   | 56   | 48   | 40   | 32   | 28   | 24        | 16        | 8         | 4         | 2         |
| Por etapa             | 50  | 20  | 8   |     |     |     |     |     |     |      |      |      |      |      |      |           |           |           |           |           |
| Líder                 | 8   |     |     |     |     |     |     |     |     |      |      |      |      |      |      |           |           |           |           |           |

| Clasificación |                       |                    |         |       |       |       |
| Ciclista      | Ciclista              | Equipo             | General | Etapa | Líder | Total |
| ------------- | --------------------- | ------------------ | ------- | ----- | ----- | ----- |
| 1.º           | Miguel Ángel López    | Mitchelton-Scott   | 400     | 50    | 24    | 474   |
| 2.º           | Adam Yates            | Mitchelton-Scott   | 320     | 50    | -     | 370   |
| 3.º           | Egan Bernal           | Sky                | 260     | 20    | -     | 280   |
| 4.º           | Nairo Quintana        | Movistar           | 220     | -     | -     | 220   |
| 5.º           | Steven Kruijswijk     | Jumbo-Visma        | 180     | -     | -     | 180   |
| 6.º           | Michael Woods         | EF Education First | 140     | -     | -     | 140   |
| 7.º           | Maximilian Schachmann | Bora-Hansgrohe     | 48      | 78    | -     | 126   |
| 8.º           | Michael Matthews      | Sunweb             | 2       | 120   | -     | 122   |
| 9.º           | Rafał Majka           | Bora-Hansgrohe     | 120     | -     | -     | 120   |
| 10.º          | Guillaume Martin      | Wanty-Gobert       | 100     | -     | -     | 100   |